# ヨンガシ 変種増殖
『ヨンガシ 変種増殖』（ヨンガシ へんしゅぞうしょく、原題：연가시）は、2012年公開の韓国映画。監督・脚本はパク・ジョンウ。主演はキム・ミョンミン。韓国で観客動員数451万人を記録した。
タイトルの「ヨンガシ」とはハリガネムシのこと。

## ストーリー
韓国全土の河川で次々と原因不明の変死体が発見される。その原因は、人間の身体に寄生して脳を乗っ取り、入水自殺させるという変種の寄生虫「ヨンガシ」（ハリガネムシ）。致死率100%のその寄生虫は韓国全土に急速に広がり、収集不可能な事態に発展。製薬会社で営業として働くジェヒョク（キム・ミョンミン）は、ヨンガシに感染した妻子を助けようと奮闘する。

## キャスト
※括弧内は日本語吹替。
- キム・ミョンミン：イム・ジェヒョク（狭川尚紀）
- ムン・ジョンヒ：ギョンスン（浜田初）
- キム・ドンワン：イム・ジェピル（入倉敬介）
- イ・ハニ：ソン・ヨンジュ（後藤香織）
- オム・ジソン：ジュヌ（石井花奈）
- ヨム・ヒョンソ：イェジ（北村幸子）
- カン・シニル：ファン博士
- チョ・ドッキョン：テウォン（菊池康弘）
- チョン・グックァン：総理（龍波しゅういち）
- チェ・ジョンウ：保健部長官（西垣俊作）
- イ・ヒョンチョル：ジェームズ・キム（岩崎洋介）
- チョン・インギ：営業所所長（大塚智則）
- ソン・ヨンチャン：キム院長（関口雄吾）
- キム・セドン：センサン本部長（相樂真太郎）
- チョ・ハンチョル：研究員（畠山豪介）
- イ・スンヨン：ニュースキャスター　※特別出演
- イ・グァンヨン：ニュースキャスター　※特別出演
- キム・ジョンベ：オーマイニュース　※特別出演

## 受賞

### 2012年度
- 第33回青龍映画賞：助演女優賞（ムン・ジョンヒ）